# Essendon, England
Essendon är en civil parish i Storbritannien.   Den ligger i grevskapet Hertfordshire och riksdelen England, i den sydöstra delen av landet, 28 km norr om huvudstaden London.